# Guerra Fantàstica
La guerra hispano-portuguesa de 1762 a 1763 es va lliurar com a part de la Guerra dels Set Anys. Com que no es van lliurar grans batalles, tot i que hi va haver nombrosos moviments de tropes i grans pèrdues entre els invasors espanyols, que foren derrotats al final, la guerra és coneguda en la historiografia portuguesa com a Guerra Fantàstica.

## Antecedents
Quan Ferran VI d'Espanya va morir el 1759 i el va succeir el seu germà petit Carles III d'Espanya, més ambiciós, volia preservar el prestigi d'Espanya com a potència europea i colonial. El 1761 França semblava estar perdent la guerra contra Gran Bretanya, i tement una victòria britànica sobre França, Carles va signar el Tercer Pacte de Família amb França l'agost de 1761, i va reclamar una compensació pels atacs dels corsaris anglesos a les aigües espanyoles. Espanya i Portugal van redefinir les fronteres a Amèrica del Sud en el tractat de Madrid de 1750 però la resistència per part dels jesuïtes i dels indígenes tutelats per ells va provocar a la llarga la reclamació espanyola de les Missions Orientals. El Tractat d'El Pardo de 1761 va anul·lar el Tractat de Madrid, i pel qual Espanya no havia de lliurar les Missions Orientals i Portugal retenia la Colonia del Sacramento.

## La guerra
Gran Bretanya va declarar la guerra a Espanya el 4 de gener de 1762 i Espanya va reaccionar emetent la seva pròpia declaració de guerra contra Gran Bretanya el 18 de gener, i Portugal va seguir unint-se a la guerra al costat de Gran Bretanya. Espanya, ajudada pels francesos, va llançar una invasió de Portugal i va aconseguir capturar Almeida. L'arribada de reforços britànics va frenar un nou avanç espanyol i, a la batalla de València d'Alcántara, les forces britànico-portugueses van envair una important base de subministrament espanyola. Els invasors van ser detinguts a les altures davant d'Abrantes on estaven atrinxerats els angloportuguesos. Finalment, l'exèrcit angloportuguès, ajudat per guerrilles i practicant una estratègia de terra cremada, va perseguir l'exèrcit francoespanyol fins a Espanya, recuperant gairebé tots els pobles perduts, entre ells la caserna espanyola a Castelo Branco plena de ferits i malalts que havien quedat enrere. Entre el 5 de maig i el 24 de novembre de 1762. al nord i l'est de Portugal, l'intent d'invasió espanyola fou tres vegades derrotada, aconseguint una victòria decisiva anglo-portuguesa.
Entre setembre de 1762 i abril de 1763, les forces espanyoles dirigides per don Pedro Antonio de Cevallos, governador de Buenos Aires van emprendre una campanya contra els portuguesos a la Banda Oriental, conquerint els assentaments portuguesos de Colonia del Sacramento i la Capitania de Rio Grande de São Pedro i van forçar els portuguesos a rendir-se i retirar-se, entretant els portuguesos van conquerir la major part de la vall del Rio Negro, i van repel·lir un atac espanyol al Mato Grosso.

## Conseqüències
Amb el Tractat de París de 1763 que va tancar la Guerra dels Set Anys, Espanya va haver de retornar a Portugal l'assentament de Colonia del Sacramento però el vast i ric territori de la Capitania de Rio Grande de São Pedro (el territori de Rio Grande do Sul) continuà ocupat pels espanyols
Entre el 1776 i el 1777 hi va haver una altra guerra entre portuguesos i espanyols al sud del Brasil que va començar quan els colons brasilers van començar la represa del Rio Grande expulsant els espanyols. Com a resposta, el rei d'Espanya Carlos III va enviar una expedició militar al sud del Brasil que va conquerir la Capitania de Santa Catarina i la Colonia del Sacramento fins al Tractat de San Ildefonso de 1777, que garantia la sobirania espanyola sobre la Colònia del Sacramento i Misiones Orientales, però Espanya es va veure obligada a retornar Santa Catarina i el territori de Rio Grande. Com a conseqüència de la guerra, el sistema de fortificacions de Valdivia al sud de Xile, va ser actualitzat i reforçat a partir de 1764, i altres localitats vulnerables del Xile colonial com l'arxipèlag de Chiloé, Concepción, l'arxipèlag Juan Fernández i Valparaíso també es van preparar per a un eventual atac anglès. La guerra també va contribuir a la decisió de millorar les comunicacions entre Buenos Aires i Lima, donant lloc a l'establiment d'una sèrie de refugis de muntanya als alts Andes anomenats Casuchas del Rey.